# Parcul Național Kampinoski
Parcul Național Kampinoski (în poloneză: Kampinoski Park Narodowy) este o arie protejată ce corespunde categoriei a II-a IUCN (parc național) situat în Polonia, pe teritoriul voievodatului Mazovia.

## Localizare
Aria naturală cu o suprafață de 385,44 km2 se află în partea central-estică a țării, în teritoriul vestic al voievodatului Mozavia, în nord-vestul Varșoviei.

## Descriere
Parcul Național Kampinoski a fost înființat în 1959 cu scopul protejării Păduri Kampinos, urmând ca din anul 2000 să fie inclus în programul mondial al UNESCO „Omul și Biosfera”. 
Aria protejată reprezintă o zonă cu dune de nisipuri, mlaștini, pajiști mlăștinoase, turbării și păduri ce adăpostesc o mare diversitate de floră și faună.

## Biodiversitate
Parcul dispune de mai multe tipuri de habitate, cu păduri de pin, păduri mixte (stejar, gorun, tei și carpen), păduri aluviale (arin și salcie), tufărișuri de coacăz negru (Ribes nigrum), pajiști higrofile, dune de nisip, mlaștini, turbării și cursuri de apă.

### Floră
Flora parcului este constituită din mai multe specii de arbori, arbusti, vegetație ierboasă de pajiște și de stâncărie, precum și din mușchi și licheni.

#### Arbori și arbusti
Flora parcului este alcătuită din specii arboricole de pin (pe dunele de nisip) și arin (în suprafețele cu turbărie), plop alb (Populus alba), plop negru (Populus nigra), tei pucios (Tilia cordata), carpen (Carpinus betulus), velniș (Ulmus laevis), mesteacăn pufos (Betula pubescens), frasin (Fraxinus), stejar (Quercus robur), gorun (Quercus petraea) salcie albă (Salix alba), răchită (Salix fragilis), cireș (Cerasus avium) și arbusti cu specii de coacăz negru, tulichină (Daphne mezereum) și o specie rară de Chamaedaphne calyculata ce aparține familiei Ericaceae.

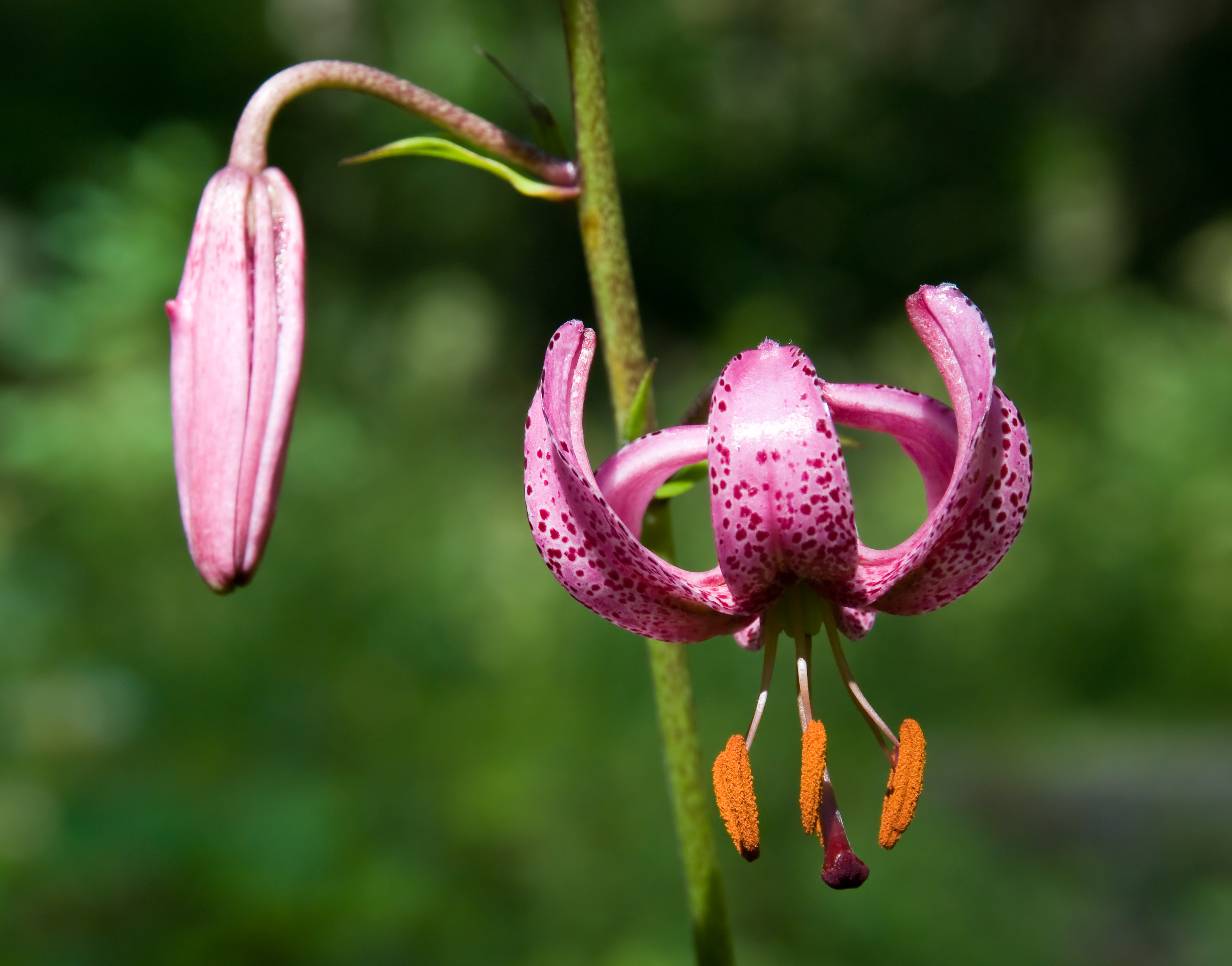
Crin de pădure (Lilium martagon)

#### Specii ierboase
La nivelul ierburilor sunt întâlnite mai multe specii plante vasculare, relicte glaciare, boreale sau de stâncărie.
Dintre plantele ierboase din arealul parcului pot fi amintite specii de rogoz (Carex acutiformis), crin de pădure (Lilium martagon), cupa-vacii (Linnaea borealis), garofiță de nisip (Dianthus arenarius), scorzonera (Scorzonera purpurea), dediței (Pulsatilla pratensis), buricul-apei (Hydrocotyle vulgaris), măciulie (Thesium ebracteautum), siminoc (Helichrysum arenarium), creasta cocoșului (Polistychum aculeatum), ferigă (Dryopteris cristata) sau verdeața-iernii (Chimaphila umbrellata).

### Faună

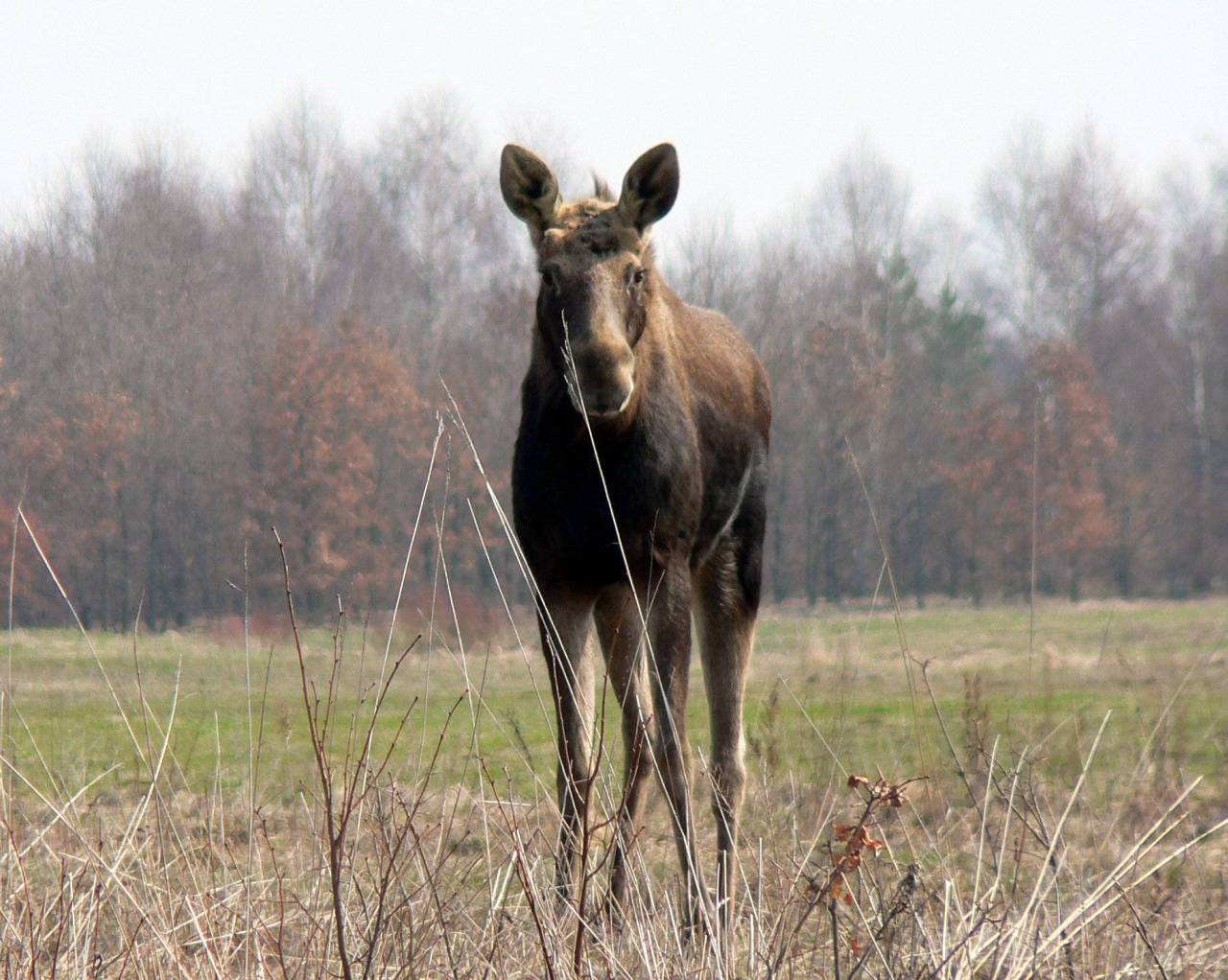
Elan (Alces alces)

Fauna este reprezentată de mai multe specii de mamifere, păsări, insecte, reptile, amfibieni și pești.

#### Mamifere
Dintre mamifere prezente în parc pot fi amintite specii de cerb (Cervus elaphus), elan (Alces alces), mistreț (Sus scrofa), vulpe (Vulpes vulpes), viezure (Meles meles), castor (Castor fiber), enot (Nyctereutes procyonoides), jder (Martes martes), râs (Lynx lynx) și mai multe specii de lilieci;  

#### Păsări

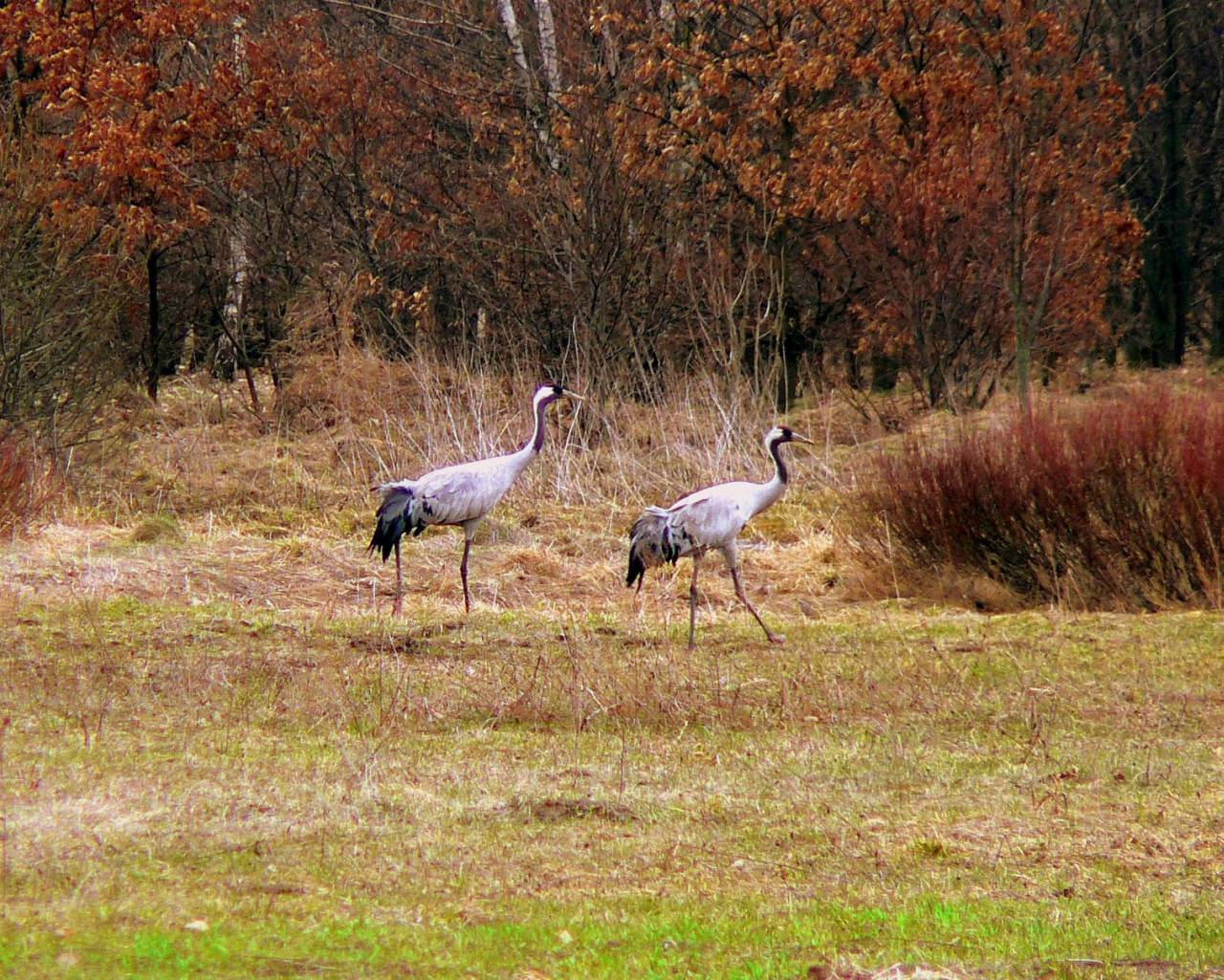
Cocori (Grus grus)

Aria naturală adăpostește și asigură găzduire și hrană pentru mai multe păsări migratoare, de pasaj sau sedentare, dintre care unele foarte rare, astfel aici sunt întâlnite specii de barză (Ciconia ciconia), barză neagră (Ciconia nigra), cocor (Grus grus), cristei de câmp (Crex crex), bufniță (cu specii din familia Strigidae), stârc pitic (Ixobrychus minutus), pescăruș albastru (Alcedo atthis), buhai de baltă (Botaurus stellaris), pitulice de apă (Acrocephalus paludicola), ieruncă (Tetrastes bonasia), pescăruși, gușă albastră (Luscina svecica), minuniță (Aegolius funereus), pitulice (Sylvia nisoria), vultur codalb (Haliaeetus albicilla), ciuf de câmp (Assio flammeus), acvilă țipătoare mică (Aquila pomarina), eretele de stuf (Circus aeruginosus), egretă mare (Egretta alba), bătăuș (Philomachus pugnax) sau erete alb (Circus macrourus).